# Sticherus gracilis
Sticherus gracilis là một loài dương xỉ trong họ Gleicheniaceae. Loài này được Mart. Copel. mô tả khoa học đầu tiên năm 1947.